# Creature from the Haunted Sea
Creature from the Haunted Sea is een Amerikaanse filmkomedie uit 1961 onder regie van Roger Corman.

## Verhaal
Wanneer er een opstand uitbreekt op Cuba, grijpt de Amerikaanse crimineel Sparks Moran zijn kans om een overval te plegen op een geldtransport van de nationale bank. Hij wil daarbij alle bewakers ombrengen en de schuld geven aan een geheimzinnig zeemonster.

## Rolverdeling
| Acteur                | Personage                              |
| --------------------- | -------------------------------------- |
| Antony Carbone        | Renzo Capetto                          |
| Betsy Jones-Moreland  | Mary-Belle Monahan                     |
| Robert Towne          | Sparks Moran / Agent XK150 / Verteller |
| Beach Dickerson       | Pete Peterson jr.                      |
| Robert Bean           | Jack Monahan                           |
| Esther Sandoval       | Rosina Perez                           |
| Sonia Noemí González  | Mango Perez                            |
| Emundo Rivera Álvarez | Generaal Tostada                       |
| Terry Nevin           | Cubaan                                 |
| Elisio Lopez          | Cubaan                                 |
| Tanner Hunt           | Cubaan                                 |
| Blanquita Romero      | Blanquita Romero                       |
| Armando Rowra         | Cubaan                                 |